# Bilara
Bilara là một thành phố và khu đô thị của quận Jodhpur thuộc bang Rajasthan, Ấn Độ.

## Địa lý
Bilara có vị trí 26°11′B 73°43′Đ / 26,18°B 73,71°Đ Nó có độ cao trung bình là 270 mét (885 foot).

## Nhân khẩu
Theo điều tra dân số năm 2001 của Ấn Độ, Bilara có dân số 38.650 người. Phái nam chiếm 52% tổng số dân và phái nữ chiếm 48%. Bilara có tỷ lệ 57% biết đọc biết viết, thấp hơn tỷ lệ trung bình toàn quốc là 59,5%: tỷ lệ cho phái nam là 73%, và tỷ lệ cho phái nữ là 40%. Tại Bilara, 16% dân số nhỏ hơn 6 tuổi.